# 天津市儿童医院
天津市儿童医院，又称天津大学儿童医院，前身是清同治十二年(1873年)美国基督教美以美会传教士寇姆斯在天津租界开设的妇婴医院，院址在今南门外大街。1874年3月，美国传教士兼医生寇幕贤主持院务。1914年，改为中西妇婴医院，院长由内科医生依华米勒尔担任。1930年代，朝英才主持院务。1940年代，朱宪彝任院长。1951年，天津市人民政府接管后，6月1日正式改为天津市立儿童医院，院长范权。1957年，迁至河西区佟楼大街1号。
2015年5月28日，天津市儿童医院北辰新址，即天津市第二儿童医院试开诊， 6月1日正式开诊。2015年5月28日，天津市儿童医院旧址停诊。目前，天津市儿童医院是一家三级甲等医院，隶属于天津市卫生健康委员会。

## 联合办学
天津市儿童医院是天津医科大学和南开大学的儿科临床医院。2018年12月，天津市儿童医院与天津大学签订联合办学协议，增加“天津大学儿童医院”名称。